# Alex Pontet
Alex Pontet (* 5. April 1949 in Dinan) ist ein ehemaliger französischer Radrennfahrer.

## Sportliche Laufbahn
Pontet war Bahnradsportler. Er stand während seiner Karriere im Schatten von Daniel Morelon und Pierre Trentin, die den Bahnsprint und das Zeitfahren einige Jahre lang dominierten. Sein bedeutendster sportlicher Erfolg war der Sieg im Grand Prix de Paris 1976. 1977 gewann er den Großen Preis von Berlin.
Bei den nationalen Meisterschaften im Bahnradsport wurde er 1975 und 1976 jeweils Dritter im 1000-Meter-Zeitfahren und 1975 Dritter im Sprint. In der Champion of Champions Trophy in London wurde er 1975 Zweiter hinter John Nicholson und 1979 hinter Lau Veldt. Bei den UCI-Bahn-Weltmeisterschaften 1975 und 1977 kam er jeweils auf den 6. Rang.

## Familiäres
Sein Vater Roger Pontet war Radprofi. 